# Bert Otto
Bert Otto (Rotterdam, 19 november 1949) is een Nederlands kunstschilder/schrijver/fotograaf, werkzaam in Maassluis. Hij studeerde werktuigbouwkunde, en volgde aan de Vrije Academie te Vlaardingen kunst-, teken- en schilderlessen. Tot zijn leraren behoorde Peter Dumas en Hans Rikken. In de periode 2016-2021  volgde hij de cursus idee ontwikkeling, waarmee andere gezichtsvelden bereikbaar komen. Sinds 1999 startte hij met aquarelleren, en vanaf begin 2003 werkt hij ook in acryl en maakte hij gouaches op groot formaat (1,5 x 1 m).
Er wordt zowel impressionistisch, figuratief als abstract gewerkt.
Maritieme en theatrale onderwerpen zijn een terugkerend thema in zijn werk. Otto heeft een geheel eigen stijl in de traditie van het abstract-expressionistische figuratisme ontwikkeld. 
Al meerdere jaren houdt Otto zich bezig met het thema zee. Het onderwerp sluit aan bij het artistieke temperament van de kunstenaar en zijn natuurlijke hang naar vrijheid. In zijn zeegezichten laat Otto de schilderskwast en het schildersmes met brede gebaren over het doek gaan. De schilderingen van kalme en ontembare azuurblauwe en kleur laaiende zeeën zijn registraties van onder andere eigen waarnemingen tijdens de vele zeezeiltochten op de Noordzee, Frankrijk, Engeland en het Kanaal. Tegelijkertijd zijn ze echter ook het resultaat van de gesteldheden van zijn persoonlijk gemoed. 
Werken van Otto zijn onder meer tentoongesteld in Museum Vlaardingen en in de Tweede Kamer. In het Time and Tide Museum in Great Yarmouth is sinds 2013 een van zijn werken, Coast G.Y., opgenomen in de vaste collectie. Sinds 2025 is hij gestart met Art Center Bert Otto waarmee werken aangeboden als Art Prints. 
Otto exposeerde in het eerste kwartaal van 2022 bij Ervaar Maassluis, daar  waren werken te zien van het project KNRM 200 jaar (Koninklijke Nederlandse Redding Maatschappij).
In 2022 begon hij het fotoproject Vergane (watersport)Hollands  Glorie. Jachten welke in het water liggen en meestal achtergelaten door de eigenaar.
Bert Otto  van o.a. het project ‘Verweesde boten’  exposeert in 2024  in het kader van het Ensor jaar in de kustplaats Oostende te België. Het gaat om de Expo 'Drijfgoud - De Ensor in jou' . Volgens de jury commissie sluit het werk van Otto perfect aan op de wereld van James Ensor, en zijn interactie met zijn werken.  
Medemogelijk gemaakt door Hotel Ostend, info https://www.hotelostend.be/